# Waldemar Matuška
Waldemar Matuška (2. července 1932 Košice – 30. května 2009 St. Petersburg), rodným jménem Vladislav Matuška, byl československý zpěvák, herec a muzikant. Jeho manželkou byla zpěvačka Olga Matušková.

## Soukromý život
Waldemar Matuška se narodil jako Vladislav Matuška 2. července 1932 v Košicích. Jeho matka Mia Malinová (Mária Jozefa Malinová, 1902–1963) byla rodačkou z Vídně a dříve zpěvačkou tamních operetních divadel, otec František Matuška (1892 – po roce 1967) se narodil v Praze, za první světové války se stal legionářem a ve vlasti pak pracoval jako vězeňský dozorce. Před Vladislavovým narozením měli ještě tři další syny, nejstaršího Jaromíra (narozen 1922 v Košicích), a dále Jana a Františka. Jménem Waldemar (nebo zkráceně Waldy) oslovovala Vladislava původně jeho matka, mělo jít o vzpomínku na dánského herce z období němého filmu Valdemara Psilandera.
Rodina žila v Horních Mokropsech, v roce 1938 se přestěhovala do Prahy. Nejprve žili ve Spálené ulici, poté v Klimentské ulici. Zpívat začal v Husově sboru v Jungmannově ulici. Vyučil se sklářem v Poděbradech, bydlel na internátě. Zároveň se snažil vystupovat s různými kapelami – zpíval a hrál na rozličné hudební nástroje (např. kontrabas, banjo a kytaru). Když se v roce 1949 se jeho rodiče odstěhovali do Staré Role, odešel s nimi a pracoval jako sklář. V práci se mu nedařilo, střídal povolání. V roce 1950 rodina zvažovala vystěhování do Západního Německa, kde žili jeho bratři.
V roce 1950 se na základě konkurzu stal členem Československého souboru písní a tanců a přestěhoval se zpátky do Prahy. Ze souboru však brzy odešel a vrátil se za rodiči do Karlových Varů, kde pracoval jako knihovník v městské knihovně. V roce 1953 nastoupil na vojnu, po vojně nastoupil jako osvětový tajemník v Chebu. Svůj typický plnovous si nechal narůst v roce 1956. V roce 1975 si nechal úředně změnit jméno na Waldemar.
V jeho partnerském životě se vystřídalo několik žen. První manželkou byla Jiřina Šťástková, se kterou se mu narodila dvojčata, obě holčičky však záhy zemřely kvůli pochybení při očkování. Dalším potomkem byl syn Miroslav, v roce 2014 žijící v Hamburku. Druhé manželství s Hanou (přezdívanou Dulina) bylo bezdětné. Třetí životní partnerkou byla herečka Jitka Zelenohorská, tento vztah však v manželství nepřerostl a Matuška ho ukončil po pěti letech bouřlivým odchodem. Poslední životní partnerkou se záhy stala zpěvačka Olga Blechová, se kterou se Matuška v roce 1976 oženil a z tohoto jeho třetího manželství se narodil druhý syn Waldemar.
Zemřel 30. května 2009 na Floridě na zápal plic a následné selhání srdce. Pohřeb se konal 18. června 2009 a přišlo na něj kolem dvanácti tisíc lidí. Místem jeho posledního odpočinku je Vyšehradský hřbitov.

## Umělecká kariéra
S vlastní uměleckou dráhou začal Matuška roku 1957 v pražském hudebním klubu Reduta, kde se seznámil s Jiřím Suchým a Jiřím Šlitrem, hrál se skupinou Mambo kvintet. V roce 1960 nahrál svou první píseň Suvenýr a poté se stal zpěvákem a hercem divadla Semafor, kde se stal brzy jednou z jeho hvězd i přesto, že byl v sociální nouzi a nemaje bytu, přespával na divadelním jevišti v rámci placené noční brigády. Na divadelních prknech zpíval sólově i v duetu – s Karlem Štědrým, Jiřím Suchým a od roku 1961 s Evou Pilarovou, s níž sklízel největší úspěchy. V roce 1962 odešli s Pilarovou, Štědrým, Horníčkem aj. ze Semaforu do divadla Rokoko, Pilarová se však později vrátila do Semaforu a Matuška poté zpíval duety s Helenou Vondráčkovou, Martou Kubišovou, Jitkou Zelenkovou a dalšími. Vedle práce v divadle se podílel i na jiných projektech, v rámci kterých nazpíval duety i s Hanou Hegerovou a Karlem Gottem. Objevil se v řadě filmů jako herec.
Matuškova popularita v 60. letech rostla. Dvakrát vyhrál v anketě Zlatého slavíka – jednak ve vůbec prvním ročníku v roce 1962, znovu pak v roce 1967, vícekrát byl druhý (1963, 1965, 1966, 1968–1970, 1972–1975). V letech 1964 až 1965 měl zákaz vystupování, když důvodem měly být časté stížnosti na jeho chování v opilosti, včetně výtržností. To mohlo souviset s nevhodným chováním jeho dvojníka, který své podoby s Matuškou často zneužíval – a nelze vyloučit, že šlo o akci Státní bezpečnosti, která angažovala více dvojníků a existuje i svědectví, že jeden z nich tropil opilecké výtržnosti v hotelovém baru ve chvíli, kdy se tam pravý Matuška teprve přijel ubytovat. V roce 1968 byl ve věci zcela rehabilitován.
V 70. letech v rámci normalizační kultury ČSSR byl Matuška stálicí československé hudební branže. V roce 1972 začal spolupracovat se skupinou Kamarádi táborových ohňů (K.T.O.) a cíleně si pěstoval image věčného tuláka jak volbou písňových textů, tak i zjevem. Jeho zarostlého zevnějšku pak využili například také Zdeněk Svěrák a Ladislav Smoljak, když mu přímo na tělo napsali roli přísného hajného Kaliny v muzikálu Trhák. Matuškův trvale výborný pěvecký a společenský projev byl lákavý i pro Československou televizi, která ho obsazovala do řady hudebně-zábavných revuálních pořadů, silvestrovských féerií, zařídila mu vlastní estrádu Dobrý večer s Waldemarem a nechala ho nazpívat titulní písně pro seriály Chalupáři, Doktor z vejminku a Rozpaky kuchaře Svatopluka. Přesto už v 70. letech jeho oblíbenost stagnovala a v 80. letech zvolna klesala, jak je vidět na výsledcích ankety Zlatý slavík. V roce 1980 byl jmenován zasloužilým umělcem.

## Emigrace
Úřady ČSSR považovaly Matušku za jednu z ikon normalizační kultury a jako takovému mu umožňovaly v zahraničí nejen řadu koncertů, ale i osobní dovolenou. Toho Matuškovi využili na přelomu srpna a září 1986, kdy si po koncertním turné s K.T.O. v USA vzali dovolenou a vzápětí podali žádost o politický azyl – zprávu o tom přinesl dne 2. září 1986 večer vysílač Hlas Ameriky, který zároveň odvysílal interview s Matuškou. Komunistické vedení ČSSR Matuškovu žádost o azyl odsoudilo, Československý rozhlas ještě téhož dne zrušil vysílání pořadu Písně a šansony s Matuškovými písničkami a ve čtvrtek 4. září 1986 pak deník Rudé právo zveřejnil komentář „Morální pád jednoho zpěváka”, kde autor Václav Doležal rozporoval Matuškovo tvrzení, že „neměl možnost bavit lidi podle svých představ a nemohl se svobodně vyjadřovat před obecenstvem”. Sám Matuška uváděl, že důvodem odchodu byla zejména cenzura a spojená předvolávání k vysvětlení na Státní bezpečnost či Ministerstvo kultury, často na základě udání z obecenstva. Připravované hudební album Jsem svým pánem bylo chápáno jako ironie a cenzurní pracovníci požadovali zcela přetextovat úvodní píseň, poslední kapkou pak byla povinnost předložit přesný scénář koncertů včetně průvodního slova, od kterého měl zákaz se jakkoliv odchýlit.
Emigrace komunistické úřady zaskočila. V následujících dnech byl Matuškovi odňat titul zasloužilého umělce, z rozhlasového i televizního vysílání a z veřejné distribuce byly do archivu staženy prakticky všechny písně, filmy a pořady, ve kterých účinkoval. Album Jsem svým pánem namísto distribuce bylo sešrotováno, u seriálu Chalupáři byla vyměněna zpívaná znělka za čistě instrumentální verzi, u seriálu Rozpaky kuchaře Svatopluka však bylo jen odstraněno jeho jméno z titulků. Matuškova emigrace způsobila problémy i samotné skupině K.T.O., která dostala dočasný zákaz vystupování. Matuškův půdní byt na Václavském náměstí získal František Janeček.

## Kariéra po odchodu z vlasti
V USA pak Matuška pořádal koncerty pro krajany a vydával další desky – uvádí se, že během prvního čtvrtroku po emigraci si zpěvem (přitom výhradně v češtině) dokázal vydělat na pořízení nového domu na Floridě. Tam už Matuškovi také oficiálně zůstali i po roce 1989, kdy v Československu padla komunistická vláda a nastala renesance jím zpívaných skladeb. Do Československa se poprvé vrátili v únoru 1990 a svou původní vlast často navštěvovali s tím, že Československo je jejich domovem a na Floridě mají jenom chalupu. Soudní při o navrácení zkonfiskovaného pražského bytu však prohráli. 
Do České republiky se vracel několikrát do roka veřejně vystupovat (například na společné silvestrovské vystoupení s Karlem Gottem, kterým si zopakovali svou slavnou dvanáctiminutovou feérii z roku 1974), byť vzhledem k pokročilému věku a zhoršujícímu se zdraví musel počet vystoupení omezit. Roku 2002 se uskutečnil jeho koncert v pražské Lucerně k sedmdesátým narozeninám a v srpnu téhož roku vystoupil s obrovským úspěchem na rockovém a undergroundovém Trutnoff Open Air Festivalu, což později označil za jeden ze svých životních zážitků a nejlepší dárek k narozeninám.
Protože se neustále zhoršovalo jeho zdraví, pořádal v USA jen pravidelné komorní koncerty, které byly v menších prostorech a trvaly většinou pouhých 40 minut. V Česku po roce 2003 už téměř nevystupoval, v roce 2008 už zpěváckou kariéru prakticky ukončil. 

## Známé hity
- Ach, ta láska nebeská – s Evou Pilarovou
- Běž Báro spát - česká verze písně Good Bye Mary
- Do věží – z filmového muzikálu Noc na Karlštejně
- Eldorádo – převzatá píseň skupiny Goombay Dance Band
- Jen se přiznej, že ti scházím
- Jó, třešně zrály
- Když máš v chalupě orchestrion – z televizního seriálu Chalupáři
- Když jdou na mužskýho léta – z televizního seriálu Doktor z vejminku
- Mám malý stan – s Karlem Štědrým
- Opilá bílá myška – s Karlem Štědrým
- Písnička pro Zuzanu
- Pojď se mnou lásko má
- Růže z Texasu
- Sbohem, lásko
- Slavíci z Madridu
- Tak abyste to věděla – z filmového muzikálu Kdyby tisíc klarinetů, s Hanou Hegerovou a Karlem Gottem
- Tereza
- Tisíc mil – s Helenou Vondráčkovou
- To se nikdo nedoví – s Helenou Vondráčkovou nebo s Evou Pilarovou
- To všechno odnes čas
- Tuhle rundu platím já
- Tulák se vrátil do San Franciska
- Už koníček pádí
- Znám starý mlýn[20]

## Diskografie
- 1963 – Westerns [EP] (album s Karlem Štědrým)
- 1965 – Nebeskej kovboj (zpívá Waldemar Matuška)
- 1967 – Osm lásek Waldemara Matušky
- 1968 – Už mně koně vyvádějí [EP]
- 1969 – Sbohem, lásko (Waldemar Matuška) (nahráno 1965–1969)
- 1971 – Johoho (nahráno 1969–1971)
- 1972 – Lidové písně z celého světa [kompilace] (nahráno 1971)
- 1973 – Láska nebeská (album s Evou Pilarovou)
- 1974 – WM [kompilace]
- 1976 – Kluci do nepohody (nahráno 1975)
- 1977 – Mám vás všechny stejně rád [kompilace]
- 1977 – Co děláš, to dělej rád (nahráno 1976)
- 1980 – Suvenýr: Waldemar Matuška a jeho 12 nej [kompilace]
- 1983 – Waldemar (nahráno 1982)
- 1985 – Country Door Is Always Open (nahráno 1983)
- 1986 – Teče voda, teče [kompilace] (vydáno v USA)
- 1989 – Merry Christmas [kompilace] (vydáno v USA)
- 1991 – Co neodnesl čas [kompilace]
- 1991 – Niagara (nahráno 1988)
- 1993 – Nej, nej, nej v Americe [živá nahrávka]
- 1997 – Jsem svým pánem (nahráno 1985)
- 1997 – Waldemar Matuška a jeho 23 suvenýrů [kompilace]
- 1998 – To všechno odnes čas [kompilace]
- 2000 – Síň slávy [kompilace]
- 2000 – S čertem si hrát (s Evou Pilarovou) [kompilace]
- 2000 – To nejlepší [kompilace]
- 2003 – Gold [kompilace]
- 2004 – Šťastné Vánoce [kompilace]
- 2007 – Slavík z Madridu [kompilace]
- 2009 – Sbohem, lásko [kompilace]
- 2011 – Růže z Texasu [kompilace]

## Filmové role
- Kdyby tisíc klarinetů (1964) – voják Patrik
- Limonádový Joe aneb Koňská opera (1964) – Kojot Kid
- Fantom Morrisvillu (1966) – Manuel Diaz
- Ta naše písnička česká (1967)
- Píseň pro Rudolfa III. (1967–68) – různé role
- Všichni dobří rodáci (1968) – sedlák Zášinek
- Kam slunce nechodí (1971)
- Noc na Karlštejně (1973) – Petr I. Kyperský
- Talíře nad Velkým Malíkovem (1977) – sochař
- Trhák (1980) – hajný Kalina

## Televizní seriály
- Chalupáři (1975) – závěrečná píseň Když máš v chalupě orchestrion, z níž byl po emigraci Waldemar Matušky do USA odstraněn zpěv a ze skladby byla při reprízách v letech 1986-91 hrána pouze její instrumentální verze. Po roce 1991 byla opět vrácena původní skladba i se zpěvem, když byla v archivu nalezena původní píseň.
- Doktor z vejminku (1982) – úvodní i závěrečná píseň Když jdou na mužskýho léta
- Rozpaky kuchaře Svatopluka (1984–85) – závěrečná píseň Kuchař je umělec, v titulcích Matuškovo jméno nefiguruje.

## Knihy
- Waldemar Matuška, Ivan Foustka: To všecko vodnes čas..., Olympia: Praha, 1970
- Waldemar Matuška, Ivan Foustka: Svět má 24 hodiny, Olympia: Praha, 1982
- Waldemar Matuška, Olga Matušková, Waldemar G. Matuška: Tisíc mil, těch tisíc mil..., De – Mar Enterprise, 1999, 2. vydání Computer Press, 2009, ISBN 978-80-251-2664-6, autobiografie

## Pamětní medaile
V listopadu 2015 vydala Česká mincovna pamětní medaili s vyobrazením Waldemara Matušky v sérii Slavíci ve zlatě. Medaili navrhl MgA. Martina Daška. Avers medaile nese vyobrazení obličeje Waldemara Matušky. Reverz poté obsahuje notový zápis písně To všechno odnes čas, banjo, podpis Waldemara Matušky a nápis „Zlatý slavík 1962 & 1967“. Medaile je vyrobena ve třech vyhotoveních – zlatá uncová a půluncová a stříbrná uncová.

## Galerie

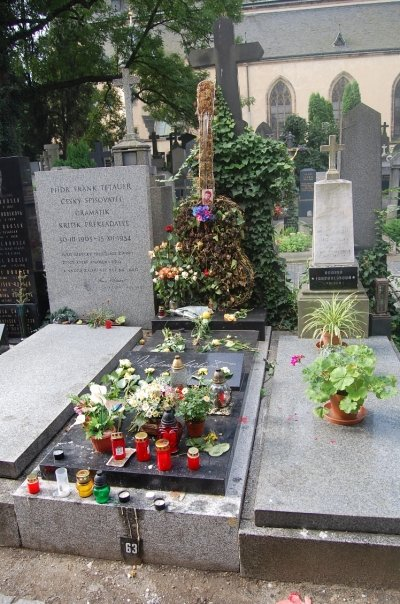
Hrob Waldemara Matušky na Vyšehradě v dubnu 2010
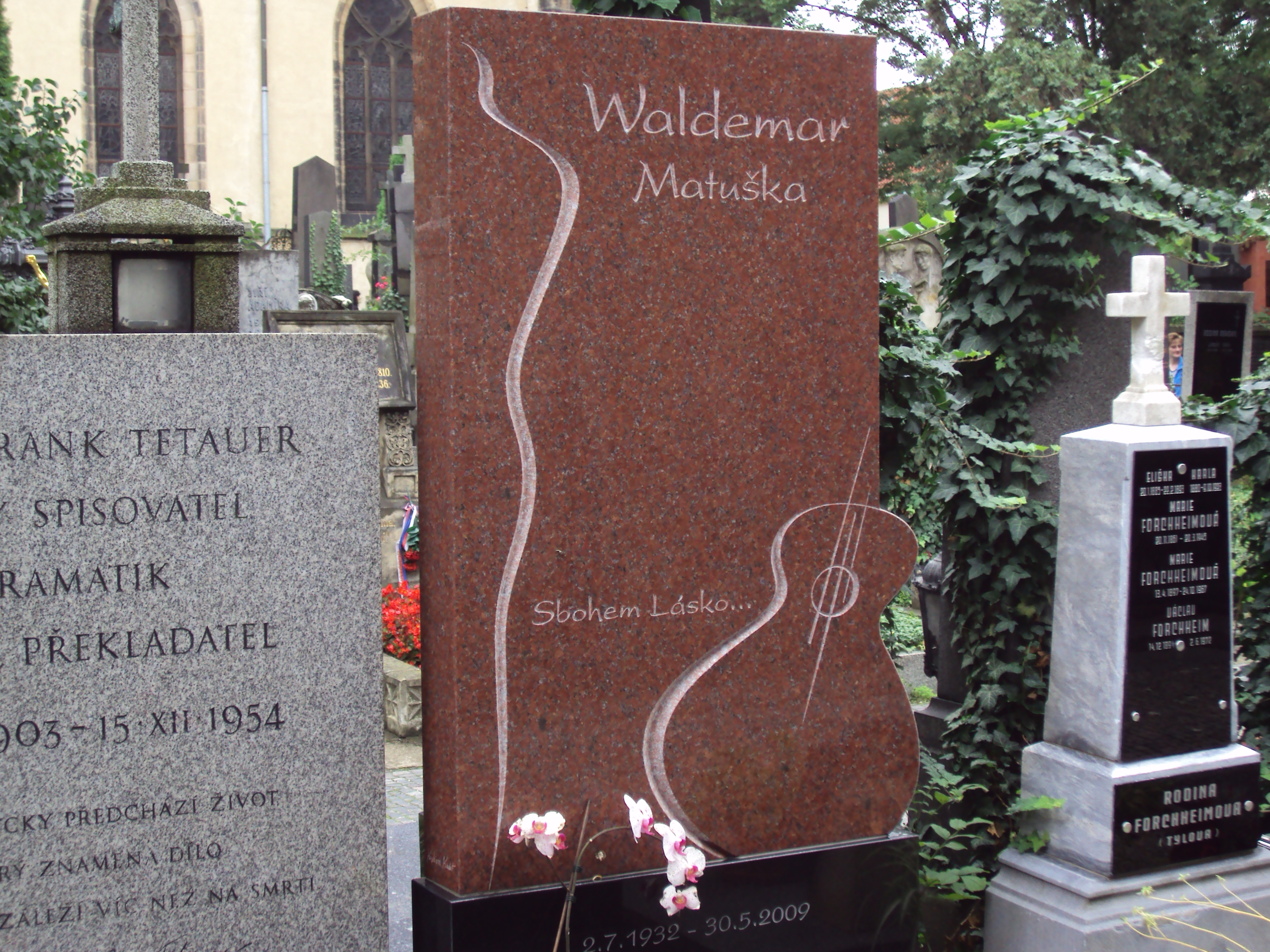
Hrob Waldemara Matušky v srpnu 2010 po instalaci náhrobku od Kristiana Kodeta